# Edens lustgård (roman)
Edens lustgård (originatitel The Garden of Eden) är en roman, ett kärleksdrama, skriven av Ernest Hemingway. Den utkom postumt 1986, och utkom i svensk översättning 1988.